# Nymphon centrum
Nymphon centrum is een zeespin uit de familie Nymphonidae. De soort behoort tot het geslacht Nymphon. Nymphon centrum werd in 1997 voor het eerst wetenschappelijk beschreven door Child. 